# World Justice Project
Le World Justice Project (WJP) est une organisation internationale de la société civile dont la mission déclarée est de "travailler pour faire progresser l'État de droit dans le monde". Elle produit le World Justice Project Rule of Law Index, un outil d'évaluation quantitatif qui montre dans quelle mesure les pays adhèrent à l'état de droit dans la pratique. L'activité principale du WJP est le World Justice Forum, un rassemblement mondial où des leaders éminents de toutes les régions du monde et de diverses disciplines se réunissent pour expliquer comment l'état de droit affecte leurs disciplines et régions et pour développer des actions collaboratives visant à renforcer l'état de droit.
Le WJP est fondé par William H. Neukom et William C. Hubbard en 2006 comme une initiative présidentielle de l'American Bar Association avec le soutien de 21 partenaires. Le World Justice Project devient une organisation indépendante à but non lucratif 501(c)(3) en 2009.

## WJP Rule of Law Index

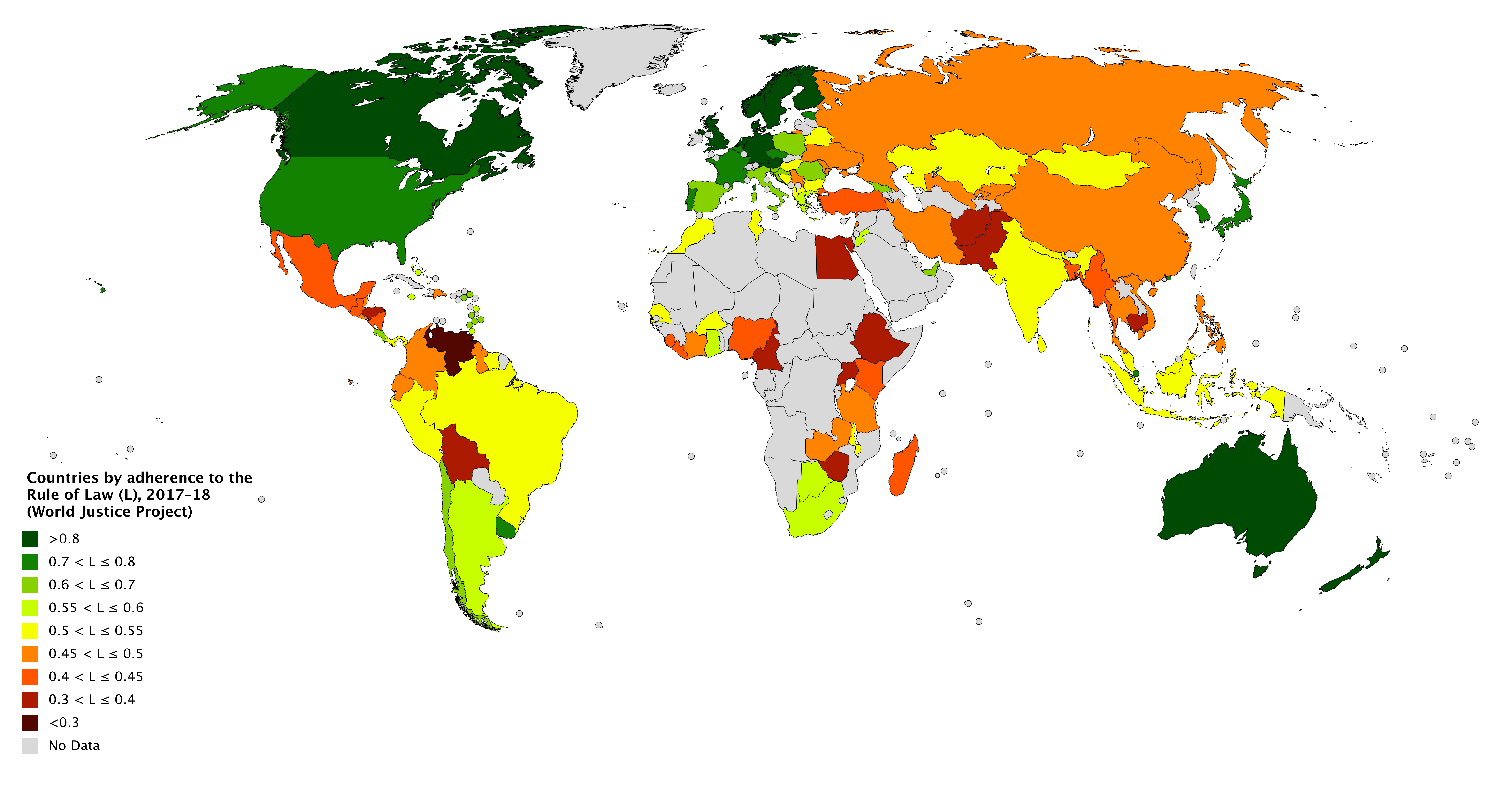
Pays par adhésion à l'État de droit selon le rapport du World Justice Project 2017–18

États par adhésion à l'État de droit (L), 2023, (World Justice Project)
L > 0.8
0.7 < L ≤ 0.8
0.6 < L ≤ 0.7
0.55 < L ≤ 0.6
0.5 < L ≤ 0.55
0.45 < L ≤ 0.5
0.4 < L ≤ 0.45
0.3 < L ≤ 0.4
L < 0.3
Pas de données

Le World Justice Project Rule of Law Index est un outil d'évaluation quantitatif conçu pour offrir une image détaillée et complète de l'étendue à laquelle les pays adhèrent à l'état de droit dans la pratique. L'indice fournit des données sur huit dimensions de l'état de droit : la limitation des pouvoirs gouvernementaux, l'absence de corruption, l'ordre et la sécurité, les droits fondamentaux, la transparence gouvernementale (open government), l'application des règlements, la justice civile et la justice pénale. Ces facteurs sont ensuite décomposés en quarante-quatre indicateurs. Ensemble, ils offrent une image complète de la conformité à l'état de droit. L'indice est généralement publié chaque année.
Le World Justice Project définit le système de l'état de droit comme celui dans lequel les quatre principes universels suivants sont respectés :
1. Le gouvernement et ses fonctionnaires et agents sont responsables devant la loi.
2. Les lois sont claires, publiées, stables et équitables, et protègent les droits fondamentaux, y compris la sécurité des personnes et des biens.
3. Le processus par lequel les lois sont promulguées, administrées et appliquées est accessible, efficace et équitable.
4. La justice est rendue par des représentants et des médiateurs compétents, éthiques et indépendants, en nombre suffisant, disposant de ressources adéquates et reflétant la composition des communautés qu'ils servent[6].

Les classements et scores de l'indice sont construits à partir de plus de 400 variables provenant de deux nouvelles sources de données : (i) un sondage auprès de la population générale (GPP), conçu par le WJP et réalisé par les principales entreprises locales de sondage utilisant un échantillon probabiliste de 1 000 répondants dans les trois plus grandes villes de chaque pays ; et (ii) un questionnaire pour les répondants qualifiés (QRQ) rempli par des experts locaux en droit civil et commercial, droit pénal, droit du travail et santé publique. À ce jour, plus de 149 000 personnes et 3 400 experts ont été interrogés dans 142 pays et juridictions. L'adhésion à l'état de droit est évaluée à l'aide de 47 indicateurs organisés autour de huit thèmes : les contraintes sur les pouvoirs gouvernementaux, l'absence de corruption, l'ouverture du gouvernement, les droits fondamentaux, l'ordre et la sécurité, l'application des règlements, la justice civile et la justice pénale. En plus des scores et classements par pays, l'indice inclut également des résultats globaux clés ainsi qu'une analyse des forces régionales, des défis liés à l'état de droit, des meilleurs et pires performeurs et des tendances à surveiller.
Les données du WJP Rule of Law Index sont utilisées comme indicateur de la liberté politique et juridique dans le Basel AML Index, un outil d'évaluation des risques de blanchiment d'argent développé par le Basel Institute on Governance, ainsi que l'Indice de perception de la corruption de Transparency International, l'Indice de bonne gouvernance Chandler de l'Institut Chandler de gouvernance, les Indicateurs de gouvernance dans le monde (WGI) de la Banque mondiale et l'Indice Ibrahim de la gouvernance en Afrique de la Fondation Mo Ibrahim.

### Indice de l'État de droit WJP 2022
Les 30 premiers pays pour l'état de droit selon le WJP en 2022 sont :
1. Danemark
2. Norvège
3. Finlande
4. Suède
5. Pays-Bas
6. Allemagne
7. Nouvelle-Zélande
8. Luxembourg
9. Estonie
10. Irlande
11. Autriche
12. Canada
13. Australie
14. Belgique
15. Royaume-Uni
16. Japon
17. Singapour
18. Lituanie
19. Corée du Sud
20. République tchèque
21. France
22. Hong Kong et  Chine
23. Espagne
24. Lettonie
25. Uruguay
26. États-Unis
27. Portugal
28. Chypre
29. Costa Rica
30. Malte

## Activités

### World Justice Challenge
Le World Justice Challenge est une compétition ouverte visant à incuber des programmes pratiques sur le terrain qui font progresser l'état de droit.

### World Justice Forum
Le WJP organise le World Justice Forum, ainsi que d'autres ateliers,.
Le but général du Forum est d'incubater des programmes pratiques et informés orientés vers l'action, conçus et exécutés par des groupes multidisciplinaires dans leurs communautés respectives. Informés par des discours liminaires, les résultats de l'indice de l'État de droit et d'autres présentations, les participants se réunissent en sessions disciplinaires et régionales pour développer ces programmes[réf. nécessaire].
Le Forum demande aux participants de développer et de s'engager dans des activités de suivi spécifiques. Les forums tenus jusqu'à présent ont lancé un processus par lequel des leaders de divers domaines mettent en œuvre des programmes impliquant plusieurs disciplines pour renforcer l'état de droit. Les participants au forum travaillent en sessions de groupes organisées à la fois par discipline et par régions géographiques et ont développé 89 programmes avec des plans d'action pour renforcer l'état de droit dans les communautés, les pays et les régions du monde.

#### World Justice Forum I
À la suite de réunions de sensibilisation sur cinq continents en 2007 et 2008 impliquant des leaders disciplinaires de 71 pays, le World Justice Project tient son premier World Justice Forum du 2 au 5 juillet 2008 à Vienne, en Autriche. Le Forum de trois jours réunit plus de 450 leaders gouvernementaux et non gouvernementaux de 83 nations à travers l'Asie et le Pacifique, l'Afrique, le Moyen-Orient, l'Europe, l'Amérique latine et les Caraïbes et l'Amérique du Nord. Le Fonds d'opportunité Roderick B. Mathews du WJP est dévoilé lors du Forum de 2008,.

#### World Justice Forum II
Le World Justice Forum II a lieu du 11 au 14 novembre 2009 à Vienne, en Autriche. Il y a 312 participants de 84 pays, représentant un large éventail de disciplines, y compris les arts, les affaires, l'éducation, l'environnement, la foi, les droits de l'homme, le développement international, l'armée, la santé publique et la science. La discussion sur le premier tour du programme de subventions du Fonds d'opportunité a également lieu. Le forum vise "à stimuler des collaborations multidisciplinaires pour renforcer l'état de droit, construire de nouveaux partenariats et identifier les meilleures pratiques pour diffusion et réplication".

#### World Justice Forum III
Le World Justice Forum III, qui se tient du 20 au 23 juin 2011 à Barcelone, Espagne, accueille plus de 400 leaders de plus de 100 pays. Lors du Forum III, les participants conçoivent près de 50 nouveaux projets innovants multidisciplinaires pour renforcer l'état de droit dans le monde. Parmi les participants figurent Morgan Tsvangirai, Premier ministre du Zimbabwe ; Bill Gates Sr., coprésident de la Bill & Melinda Gates Foundation ; Cherie Blair, cofondatrice de la Africa Justice Foundation ; et Adama Dieng, secrétaire général adjoint des Nations Unies.
Le rapport WJP Rule of Law Index 2011 est présenté lors du forum, et les sujets abordés dans les panels et les ateliers incluent l'état de droit en relation avec : le développement économique ; des élections équitables ; l'environnement et la santé publique ; et la liberté de la presse et l'accès à l'information.
Le premier World Justice Project Rule of Law Award est décerné à :
- Justice Arthur Chaskalson, ancien juge en chef d'Afrique du Sud
- Aruna Roy, dont les efforts par l'intermédiaire de son organisation Mazdoor Kisan Shakti Sangathan conduisent à l'adoption de la Loi sur le droit à l'information en Inde.

#### World Justice Forum IV
Le World Justice Forum IV a lieu du 8 au 11 juillet 2013 à La Haye, aux Pays-Bas. Il y a 550 participants de plus de 100 pays, y compris les juges de la Cour suprême des États-Unis Ruth Bader Ginsburg et Anthony Kennedy, l'archevêque anglican du Cap Thabo Makgoba, le juge de la Cour suprême du Royaume-Uni Robert Carnwath, Lord Carnwath of Notting Hill, et par vidéo, l'artiste Ai Weiwei. Manny Ansar, ancien manager du groupe de musique Touareg Tinariwen et fondateur du Festival au Désert au Mali, prend également la parole lors de l'événement.

#### World Justice Forum V
Le World Justice Forum V se tient à La Haye, du 10 au 13 juillet 2017, avec plus de 300 participants de plus de 76 pays.

#### World Justice Forum 2019 (VI)
Le World Justice Forum 2019 consacre une journée à un sujet : le premier jour "Définir l'opportunité" pour le mouvement de la justice en 2019 et au-delà ; le deuxième jour, le programme "Mettre en avant ce qui fonctionne" ; le troisième jour, les discussions portent sur "Construire le mouvement" ; et le dernier jour, le sujet est "Engagements pour la justice".

#### World Justice Forum 2022
Le World Justice Forum 2022 a lieu du 30 mai au 3 juin 2022, à la fois en personne à La Haye et en ligne. Une grande partie des discussions porte sur la reprise mondiale après la pandémie de COVID-19, après que la pandémie ait exacerbé le manque de justice et de bonne gouvernance pour tous, et causé une détérioration de l'état de droit dans le monde entier.

## World Justice Challenge
Le World Justice Challenge est une compétition mondiale visant à reconnaître et promouvoir les bonnes pratiques, les projets à fort impact et les politiques qui protègent et font progresser l'état de droit. Le WJP administre les prix en 2019, 2021 et 2022.

## Personnel
Le conseil d'administration du World Justice Project comprend :
- Sheikha Abdulla Al-Misnad
- Emil Constantinescu
- Ashraf Ghani
- William C. Hubbard
- Suet-Fern Lee
- Mondli Makhanya
- William H. Neukom
- Ellen Gracie Northfleet
- James R. Silkenat

Le World Justice Project a les officiers de conseil suivants :
- William C. Hubbard, président
- William H. Neukom, président et directeur général
- Deborah Enix-Ross, vice-présidente
- Suzanne E. Gilbert, vice-présidente
- James R. Silkenat, directeur et vice-président
- Lawrence B. Bailey, secrétaire et trésorier
- Gerold W. Libby, conseiller général

### Publications
Volumes édités :
- Innovations in Rule of Law - A Compilation of Concise Essays
- Hague Journal on the Rule of Law
- Marginalized Communities and Access to Justice
- Global Perspectives on the Rule of Law

Articles de journaux :
- Access to Justice in the United States